# Columbia Business School
Columbia Business School (CBS) es una escuela de negocios de la Universidad de Columbia ubicado en Manhattan, Nueva York. Fundado en 1916, Columbia Business School es una de las escuelas de negocios más antiguas del mundo. Es una de las seis escuelas de negocios de la Ivy League.

## Historia
La escuela fue fundada en 1916 con 11 miembros de la facultad a tiempo completo y una clase inaugural de 61 estudiantes, incluidas 8 mujeres. El ejecutivo bancario Emerson McMillin proporcionó los fondos iniciales en 1916, mientras que A. Barton Hepburn, entonces presidente de Chase Manhattan Bank, proporcionó fondos para la dotación de la escuela en 1919. La escuela se expandió rápidamente, inscribió a 420 estudiantes en 1920 y en 1924 agregó un programa de doctorado a los programas de licenciatura y maestría existentes.
En 1945, Columbia Business School autorizó la concesión del título de MBA. Poco después, en la década de 1950, la escuela adoptó el emblema de Hermes como símbolo, reflejando la naturaleza empresarial del dios griego Hermes y su asociación con los negocios, el comercio y la comunicación.
En 1952, CBS admitió a su última promoción de estudiantes. Actualmente, la escuela ofrece programas de educación ejecutiva que culminan con un Certificado en Excelencia Empresarial (CIBE) y el estado de exalumno completo, y varios programas de grado para los títulos de MBA y PhD. Además del MBA de tiempo completo, la escuela ofrece cuatro programas Executive MBA: el programa NY-EMBA Friday / Saturday, el programa EMBA-Global (lanzado en 2001 en conjunto con London Business School), el programa EMBA-Americas lanzado en 2012, el programa EMBA-Americas lanzado en 2012, [5] y el programa EMBA-Global Asia (lanzado en 2009 junto con la London Business School y la University of Hong Kong Business School). Los estudiantes en programas administrados conjuntamente obtienen un título de MBA de cada una de las instituciones cooperantes.
El 1 de julio de 2004, Glenn Hubbard se convirtió en el undécimo decano de Columbia Business School. Hubbard, expresidente del Consejo de Asesores Económicos del presidente Bush. Hubbard dejó el cargo de decano en junio de 2019. En junio de 2019, el presidente de la Universidad de Columbia, Lee Bollinger, anunció que Maglaras había sido seleccionado como el decimosexto decano de Columbia Business School. Maglaras asumió el cargo el 1 de julio de 2019, sucediendo al economista Glenn Hubbard.

## Campus

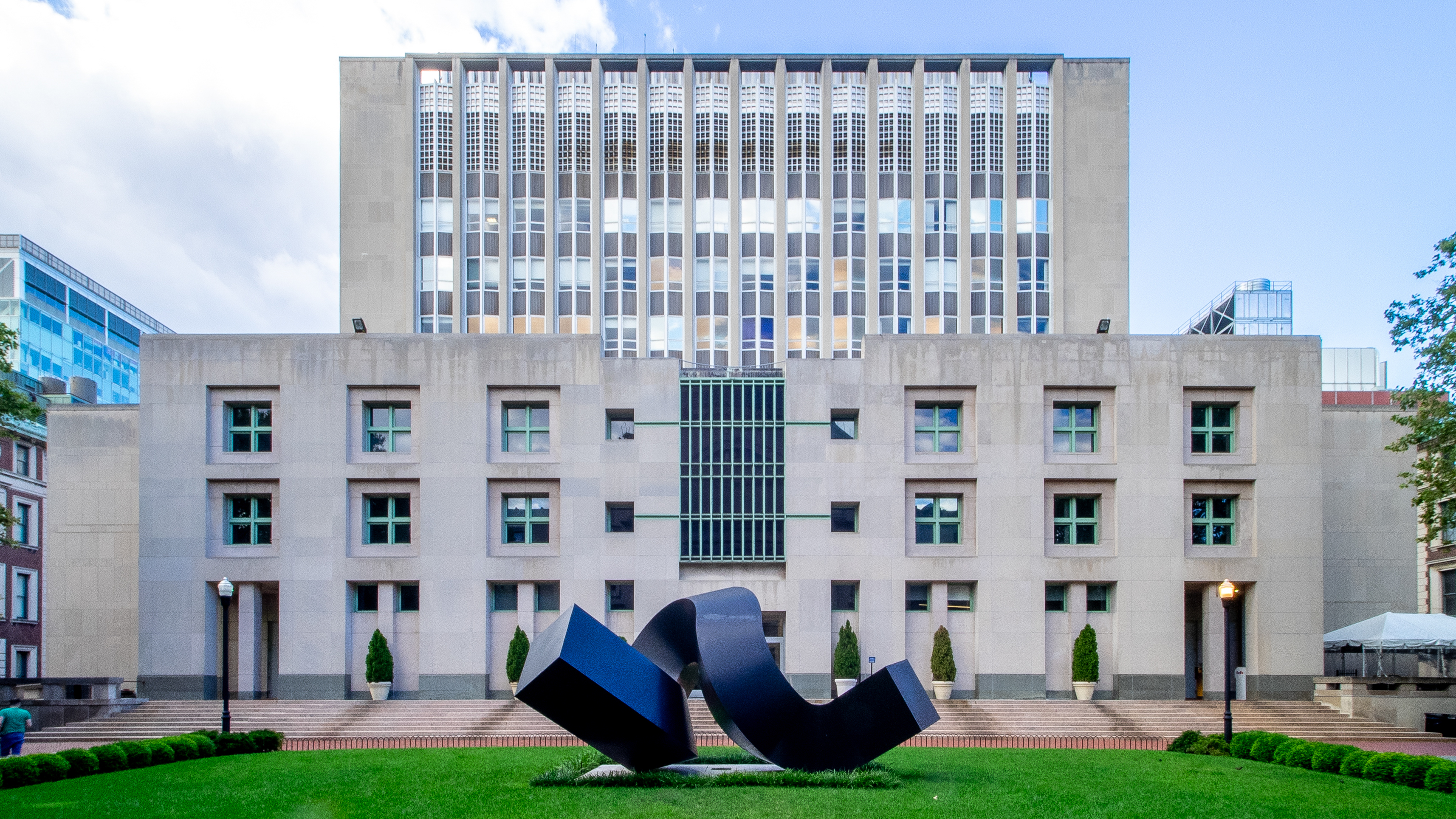
Uris Hall, detrás de la escultura de 1968 de Clement Meadmore "The Curl"

Columbia Business School se encuentra principalmente en Uris Hall, en el centro del campus Morningside Heights de Columbia. Un espacio auxiliar, Warren Hall, está situado en Amsterdam Avenue y se comparte con la facultad de derecho.
En octubre de 2010, Columbia Business School anunció que el alumno Henry Kravis, cofundador multimillonario de la firma de capital privado Kohlberg Kravis Roberts (KKR & Co.), prometió $ 100 millones para financiar la expansión de Columbia Business School, la donación más grande de su historia. . La donación se destinará a la construcción del nuevo sitio de la escuela de negocios en la sección Manhattanville de la ciudad de Nueva York, donde la Universidad de Columbia está ampliando su campus. Uno de los dos nuevos edificios de la escuela llevará el nombre de Kravis. Los edificios serán diseñados por Diller Scofidio + Renfro. En diciembre de 2012, Ronald Perelman también donó $ 100 millones para la construcción del edificio de la segunda escuela de negocios.